# NGC 2859
NGC 2859 ist eine linsenförmige Ringgalaxie mit aktivem Galaxienkern vom Hubble-Typ (R)SB0/a im Sternbild Kleiner Löwe am Nordsternhimmel. Sie ist schätzungsweise 74 Millionen Lichtjahre von der Milchstraße entfernt und hat einen Durchmesser von etwa 100.000 Lichtjahren.
Gemeinsam mit NGC 2778, NGC 2779, NGC 2780, NGC 2793 bildet sie die NGC 2859-Gruppe.
Das Objekt wurde am 28. März 1786 von William Herschel entdeckt.